# Albalate de Zorita
Albalate de Zorita és un municipi de la província de Guadalajara, a la comunitat autònoma de Castella-La Manxa.